# Ti amo (canción de Umberto Tozzi)
«Ti amo» (pronunciado /ti ˈaːmo/ en italiano) es una canción de 1977 grabada por el cantante italiano Umberto Tozzi del álbum È nell'aria... ti amo. Logró un éxito en ese momento, convirtiéndose en un éxito en muchos países europeos, incluidos Suecia y Suiza, donde encabezó las listas. La versión a dúo contó con Monica Bellucci para la película Asterix & Obelix: Mission Cleopatra,  y las versiones en inglés «I Love You (Ti Amo)»  y «You and I (Ti Amo)»  también fueron liberado. Se lanzó una versión en español como «Te Amo», y tuvo un buen éxito en España y América Latina. En los países de habla alemana, una versión alemana de Howard Carpendale también obtuvo un gran éxito en 1977, alcanzando el puesto número dos en Alemania y el número diez en Austria.  En 2002, la canción fue doblada a dúo con la cantante Lena Ka bajo el título «Ti amo (rien que des mots)», con letras en italiano y francés. Esta versión fue un éxito en Francia y Bélgica (Valonia), llegando a quedar entre los tres primeros. En su momento, la versión original fue reeditada y logró un éxito moderado en Francia. En agosto de 2014, es el 52.º sencillo más vendido del siglo XXI en Francia, con 393.000 unidades vendidas.  Dalida grabó una versión francesa de esta canción en 1977. Laura Branigan también grabó una versión en inglés en 1984, que, sobre todo, fue un éxito en Australia (alcanzando el puesto número 2). En 2011, Sergio Dalma llevó una versión en español de la canción al Top 10 en España. En 2017, para celebrar el 40 aniversario de la canción, Tozzi lanzó una versión italiano-inglés y un vídeo musical con Anastacia.  

## Lista de sencillos
- Versión de 1977

Sencillo de 7"
1. «Ti amo» – 4:07
2. «Dimentica, dimentica» – 4:10

Sencillo de 7" en España
1. «Te amo» (Bigazzi/Tozzi/Letra en español por Carlos Toro & Oscar Gómez) – 4:06
2. «Olvidate olvidate» – 4:15

- Versión de 1978

Sencillo de 7" en el Reino Unido
1. «I Love You (Ti Amo)» (Bigazzi/Tozzi/Letra en inglés por Fred Jay) – 3:59
2. «Dimentica, Dimentica» – 4:10

Sencillo de 7" en el Reino Unido
1. «Ti Amo» (Italian version) – 4:08
2. «Ti Amo"» (English version) (Bigazzi/Tozzi/Letra en inglés por Fred Jay) – 4:08

- Versión de 1995

CD single alemán
1. «You and I (Ti Amo)» (Bigazzi/Tozzi/Letra en inglés por Betsy Cook)  – 4:15
2. «Ti Amo»  – 4:12
3. «Donna Amante Mia»  – 4:55

- Versión de 2002

Francia CD single
1. «Ti amo (Rien que des mots)» (Bigazzi/Tozzi/Letra en francés por Bruno Berrebi) – 3:56
2. «Ti amo» – 4:05

- Versión de 2017[8]

Single digital
1. «Ti amo» (Bigazzi/Tozzi/Letra en inglés por Diane Warren) – 4:36

## Gráficos

### Versión original

#### Gráficos semanales
| Listas (1977–78)                   | Mejor posición |
| ---------------------------------- | -------------- |
| Australia (Kent Music Report)      | 25             |
| Austria (Ö3 Austria Top 40)        | 3              |
| Bélgica (Flandes) (Ultratop 50)    | 4              |
| France (IFOP)                      | 1              |
| Greece (Pop & Rock)                | 1              |
| Italy (Musica e dischi)            | 1              |
| Países Bajos (Dutch Top 40)        | 15             |
| Países Bajos (Mega Single Top 100) | 15             |
| Noruega (VG-lista)                 | 3              |
| Suecia (Sverigetopplistan)         | 1              |
| Suiza (Schweizer Hitparade)        | 1              |

| Listas (2002–20)           | Mejor posición |
| -------------------------- | -------------- |
| Francia (SNEP)             | 39             |
| Italia (FIMI)              | 78             |
| España (Top 100 Canciones) | 44             |

#### Gráficos de fin de año
| Listas(1977)                      | Posición |
| --------------------------------- | -------- |
| Austria (Ö3 Austria Top 40)       | 16       |
| Switzerland (Schweizer Hitparade) | 3        |

| Lista (1978)                   | Posición |
| ------------------------------ | -------- |
| Belgium (Ultratop 50 Flanders) | 42       |

### Versión dúo

#### Gráficos semanales
| Listas (2002)                   | Mejor posición |
| ------------------------------- | -------------- |
| Bélgica (Valonia) (Ultratop 50) | 2              |
| Francia (SNEP)                  | 3              |
| Suiza (Schweizer Hitparade)     | 10             |

#### Gráficos de fin de año
| Listas (2002)                  | Posición |
| ------------------------------ | -------- |
| Belgium (Ultratop 50 Wallonia) | 4        |
| France (SNEP)                  | 7        |

## Certificaciones y ventas
| Región           | Certificación | Unidades vendidas |
| ---------------- | ------------- | ----------------- |
| Australia (ARIA) | Oro           | 35 000            |
| Bélgica (BEA)    | Platino       | 50 000            |
| Francia          | —             | 1 000             |
| Francia (SNEP)   | Platino       | 500 000           |
| Italia           | —             | 1 000             |
| Grecia           | —             | 20 000            |

## Versión de Laura Branigan
En 1984, la cantante estadounidense Laura Branigan versionó «Ti Amo»  para su tercer álbum de estudio, Self Control, con letra en inglés escrita por Diane Warren. Su versión se publicó como tercer sencillo del álbum, y tuvo especial éxito en Australia y Canadá, donde alcanzó los números dos y cinco, respectivamente. Más tarde, Branigan interpretaría su versión de «Ti Amo» con Umberto Tozzi para un programa en directo de la televisión italiana en el que Umberto tocaba la guitarra.

### Lista de sencillos
| 7" single |                |          |  |
| N.º       | Título         | Duración |  |
| 1.        | «Ti Amo»       | 4:18     |  |
| 2.        | «Satisfaction» | 3:56     |  |

| 12" single |                        |          |  |
| N.º        | Título                 | Duración |  |
| 1.         | «Ti Amo»               | 4:18     |  |
| 2.         | «Satisfaction»         | 3:56     |  |
| 3.         | «I'm Not the Only One» | 3:22     |  |

### Gráficos

#### Gráficos semanales
| Listas (1984–92)                        | Mejor posición |
| --------------------------------------- | -------------- |
| Australia (Kent Music Report)           | 2              |
| Finlandia (Suomen virallinen lista)     | 18             |
| Nueva Zelanda (Recorded Music NZ)       | 49             |
| Reino Unido (Official Charts Company)   | 100            |
| Estados Unidos (Billboard Hot 100)      | 55             |
| Estados Unidos (Adult Contemporary)     | 22             |
| Estados Unidos Cash Box Top 100 Singles | 54             |

#### Gráficos anuales
| Listas (1985)                 | Posición |
| ----------------------------- | -------- |
| Australia (Kent Music Report) | 30       |
| Canada Top Singles (RPM)      | 74       |

## Versión de Sergio Dalma
En 2011, el popular cantante español Sergio Dalma incluyó una versión de la canción en Via Dalma II, su segunda colección de canciones italianas interpretadas en español. Publicado como segundo sencillo del disco, «Te Amo» subió al puesto número 10 en la lista oficial publicada por Productores de Música de España y permaneció 14 semanas en la lista. La edición de iTunes del sencillo incluyó una versión a dúo con la cantante argentino-española Chenoa, así como la versión original del álbum. El sencillo fue promocionado con un videoclip en blanco y negro en el que Dalma interpreta la canción vestida con un traje mientras interactúa con una actriz.
El álbum principal de la canción pasó cinco semanas en el número 1 en España, logrando el cuádruple platino después de pasar 49 semanas en la lista.

### Gráficos

#### Gráficos semanales
| Lista (2011–2012)          | Mejor posición |
| -------------------------- | -------------- |
| España (Top 100 Canciones) | 10             |